# The Walking Dead: Season Two
The Walking Dead: Season Two — продовження першого сезону The Walking Dead. Це епізодична відеогра за принципом point-and-click системи, у жанрі графічної пригодницької гри за мотивами комікса Роберта Кіркмана «Ходячі мерці». Гра розроблялась студією «Telltale Games».
Другий сезон гри продовжує історію Клементини, дівчинки з Атланти, осиротілої під час зомбі-апокаліпсису . Дія першого епізоду другого сезону починається через кілька місяців від кінця подій 5-го епізоду 1 сезону і триває через два роки після кінця подій 5-го епізоду 1 сезону.
«Skybound Entertainment» оголосило про вихід третього сезону гри, випуск якого відбувся в грудні 2016. Telltale Games і Skybound Entertainment анонсували спін-офф міні-серіалу The Walking Dead: Michonne, який вийшов у лютому 2016 року, а третій сезон під назвою The Walking Dead: A New Frontier вийшов з першими двома епізодами в грудні 2016 року, а фізичний сезонний пропуск вийшов у лютому 2017 року.

## Ігровий процес
Ігровий процес аналогічний попередній грі серії. Гравець, керуючи персонажем, досліджує навколишній світ і взаємодіє з елементами локації, а також збирає і використовує різні предмети. Гравець може ініціювати переговори з неігровим персонажем через систему вибору. При діалогах гравцеві пропонується кілька варіантів відповіді, за відведений час гравець повинен зробити вибір. Якщо гравець не вибирає жоден з варіантів, після закінчення часу персонаж нічого не скаже. Вибір може вплинути на те, як будуть реагувати на ваші дії інші персонажі, що згодом позначиться на сюжеті. Також присутні QTE сцени, під час яких гравець повинен швидко виконати будь-які дії (наприклад, швидко натискати певні клавіші). Якщо гравець не встигне або неправильно натисне на потрібні клавіші, персонаж загине, а сама гра перезапуститься з початку таких сцен. Також можуть бути сцени, які зажадають від гравця зробити ключове рішення в обмежений проміжок часу. Наприклад, вибрати, кого врятувати від нападу «ходячих».
Вибір і дії гравця впливатимуть на сюжетні елементи в більш пізніх епізодах, наприклад, персонаж якого не врятував гравець, більше не з'явиться. Другий сезон включає в себе вибір гравця з першого сезону і DLC 400 днів, через збереження, в разі, якщо гра не знайде збереження з першого сезону, то вона запропонує згенерувати їх випадковим чином.

### Графіка
Гра має картинку, стилістично схожу на малюнок коміксу, створений за допомогою Сел-шейдингу . Автори надихнулись малюнками Чарлі Адлерда, художника оригінального коміксу . Стиль ігрового інтерфейсу змінився і став схожим на іншу гру студії The Wolf Among Us.

## Сюжет
1. 1 2 3 4  Steam — 2003.
2. ↑  Epic Games Store — 2018.
3. 1 2 3 4 5 6 7  PCGamingWiki — 2012.